# Gramy Records
Gramy Records is een Hongaars platenlabel dat muziek in verschillende genres uitbrengt, waaronder jazz, klassieke muziek en wereldmuziek. Het werd in 1999 opgericht door Atilla Egerhazi en maakt deel uit van de Gramy Group, die onder meer ook een opnamestudio en filmstudio heeft, evenementen organiseert en actief is op het gebied van grafisch ontwerp en webdesign. Artiesten, bands en orkesten die op het label werden uitgebracht zijn onder meer Steve Hackett, Chester Thompson, Ben Castle, Djabe, Johanna Beisteiner en Boedapest Symfonieorkest. Gramy is gevestigd in Boedapest.